# Боулс, Честер
Че́стер Блисс Бо́улс (англ. Chester Bliss Bowles; 5 апреля 1901, Спрингфилд — 25 мая 1986, Эссекс) — американский политик.

## Биография
Честер Боулс окончил Шеффилдскую научную школу (Sheffield Scientific School) Йельского университета (бакалавр, 1924).
В 1929 году совместно с Уильямом Бентоном открыл рекламное агентство «Benton & Bowles».
В 1943 году был назначен президентом Рузвельтом директором Управления по регулированию цен (Office of Price Administration), в этой должности работал до 1946 года.
В 1949—1951 годах губернатор штата Коннектикут.
В 1951—1953 годах посол США в Индии.
В 1956 году советник кандидата на пост президента США от демократической партии, в 1957 году встречался с Н. С. Хрущёвым в Москве.
В 1959—1961 годах член Палаты представителей США от штата Коннектикут.
После выигрыша президентских выборов Кеннеди, был назначен заместителем Госсекретаря США, однако на этой должности проработал недолго, был отстранён как противник активного вмешательства США во внутренние дела Вьетнама.
В 1963—1969 годах посол США в Индии.
Его сын Боулс, Самуэль — известный экономист.